# Malyy (cráter)
Malyy es un cráter de impacto muy dañado perteneciente a la cara oculta de la Luna, detrás del terminador oriental. Se encuentra al sur-sureste del cráter Artamonov. Un poco más al este-noreste se encuentra el cráter Deutsch. El cuadrante de terreno al suroeste de Malyy forma una llanura casi plana marcada por pequeños cráteres y restos semisumergidos por la lava.
|  |

Varios cráteres pequeños se superponen a al borde de Malyy, generalmente erosionado y desigual. El cráter satélite Malyy G, justo al este, está mucho mejor definido, con un perfil nítido y agudo (probablemente es un cráter más reciente).
El cráter tiene el nombre de Aleksandr Maly, científico de cohetes soviético que fue uno de los tres ingenieros principales y directores de proyecto con vistas al lanzamiento de Yuri Gagarin en órbita alrededor de la Tierra el 12 de abril de 1961. Maly, físico y matemático, fue responsable de supervisar el desarrollo del cohete. Nació el 7 de marzo de 1907 y murió el 11 de agosto de 1962.

## Cráteres satélite

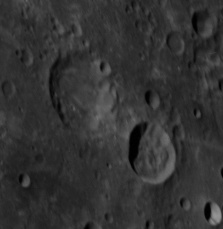
Fotografía de la misión Apolo 14

Por convención estos elementos son identificados en los mapas lunares poniendo la letra en el lado del punto medio del cráter que está más cercano a Malyy.
|       | \| Malyy \| Coordenadas \| Diámetro \| \| ----- \| ------------------------------ \| -------- \| \| G \| 21°42′N 106°54′E / 21.7, 106.9 \| 28 km \| \| K \| 19°36′N 107°00′E / 19.6, 107.0 \| 15 km \| \| L \| 19°54′N 106°06′E / 19.9, 106.1 \| 14 km \| |          |
| Malyy | Coordenadas | Diámetro |
| G     | 21°42′N 106°54′E / 21.7, 106.9 | 28 km    |
| K     | 19°36′N 107°00′E / 19.6, 107.0 | 15 km    |
| L     | 19°54′N 106°06′E / 19.9, 106.1 | 14 km    |